# Frullania boninensis
Frullania boninensis là một loài Rêu trong họ Jubulaceae. Loài này được Horik. mô tả khoa học đầu tiên năm 1934.